# Мільчаков Олексій Юрійович
Олексій Юрійович Мільчаков (рос. Алексей Юрьевич Мильчаков, позивні — Серб, Чорт (рос. Чёрт), Фріц (рос. Фриц); нар. 30 квітня 1991, Ленінград, РРФСР, СРСР) — російський неонацистський найманець, терорист, польовий командир диверсійно-штурмової розвідувальної групи «Русич», яка застосовує нацистську символіку та радикальну ненависницьку ідеологію. Член Союзу добровольців Донбасу.
Брав участь в російській окупації Криму, учасник війни на сході України на боці терористичного угрупування «Луганська Народна Республіка» у складі угруповання «Бетмен» та війни в Сирії у складі приватної військової компанії «Вагнер». Після російського вторгнення в Україну 2022 року, бере участь у війні, очолює ДШРГ «Русіч».
Здобув відомість в інтернеті завдяки публікації фото свого знущання і вбивства тварини. Відомий радикальними та нацистськими поглядами. Відзначився знущаннями та стратами українських військовополонених. Неодноразово фотографувався на тлі убитих українських військових. Багатьма оцінюється як російський націоналіст та відкритий нацист.
Фігурант бази Центру «Миротворець».

## Біографія
Відомостей щодо дитинства Мільчакова досить мало. Народився в Ленінграді, РРФСР, СРСР. Фанат футбольної команди «Зеніт». Мільчакова виховувала мати-одиначка Наталія Мільчакова, яка народила його в віці 45 років від морського офіцера.
У 2000-х входив до петербурзького відділення неонацистської організації «Слов'янський союз» під керівництвом Дмитра Дьомушкіна.

### Вбиство цуценяти
У 2011 Мільчаков виклав у себе на сторінці в соцмережі фотографію розправи над цуценям. На знімках хлопець спочатку вбиває тварину, а потім відрізає йому голову та з'їдає. У себе під постом Мільчаков розмістив коментар:

| У тварин теж є права і я поважаю їхнє право бути 1-смачними, 2-смаженими, 3-не мати багато жил і кісток; сьогодні ще раз переконався, що собака не тільки друг людини, а й хороший шашличок ;).»Оригінальний текст (рос.) «У животных тоже есть права и я уважаю их право быть 1-вкусными, 2-прожаренными, 3-не иметь много жил и костей; сегодня еще раз убедился что собака не только друг человека, но и хороший шашлычок ;). |
Ці фото він сам розмістив на своїй сторінці «ВКонтакте», яку згодом видалив. Але у зв'язку з широким обуренням користувачів, історія набула розголосу і фото розійшлися по інтернету. Публікація знімків викликала широкий резонанс. Було складено колективне звернення до прокуратури Адміралтейського району Санкт-Петербурга, яке підтримали понад 5,5 тисяч осіб. Під тиском громадськості за фактом опублікування знімків було проведено прокурорську перевірку.
Записи та фотографії, розміщені на сторінці Олексія Мільчакова у «ВКонтакті», свідчили, що він має нацистські переконання. Так, на одній із фотографій Мільчакова було знято з прапором Третього Рейху у руках. Також на сторінці були розміщені запис із закликом різати бомжів, цуценят і дітей, а далі — «утікай від шавок і здавай своїх».
Незважаючи на широкий суспільний резонанс, кримінальну справу за звинуваченням у шкуродерстві проти юнака відкривати не стали, а сам Олексій на якийсь час зник із Санкт-Петербурга.
За деякими даними, Мільчаков також притягувався до адміністративної відповідальності за стрілянину в недозволеному місці, демонстрацію нацистської символіки та порушені правил пожежної безпеки.

### Війна на сході України
З червня 2014 брав участь у війні на сході України. Він створив незаконне збройне формування, до складу якого також входили росіяни-нацисти, так звану «диверсійно-штурмову розвідувальну групу „Русіч“» групи швидкого реагування «Бетмен» під керівництвом Олександра Бєднова. Брав участь у складі терористичної організації «ЛНР». Офіційно Олексій Мільчаков та його ДШРГ «Русіч» з'явилися на Донбасі в липні 2014 року.
На запитання журналістів, що сприяло тому, щоб бойовик відправився на війну до України, Мільчаков відповів: «Можливість реалізувати на практиці досвід, отриманий у збройних силах РФ, особистих тренуваннях. Провести межу між собою і росіянами правими, що підтримують націоналістичні батальйони України, такі як полк „Азов“. Це питання національного усвідомлення ситуації в Україні після Майдану. Українці, які є нам братнім народом, на жаль, давно віддаляються. Хоча вони нібито виступають проти імперських і шовіністичних амбіцій, але тим не менш розраховують на велику Україну з Ростовом і Кубанню, з асиміляцією росіян на цій території. Такі цілі будь-якій російській людині, особливо націоналісту, як я, неприйнятні. Для нашого руху, великого і роз'єднаного, плювавшого в останні роки на тренди, бренди та моди, полк „Азов“ — новий еталон. „Правий вождь“ Андрій Білецький, я не кажу, що погана людина, але факт: полк став зразково-показовим. Частина націоналістів побачила шанс отримати військову підготовку і силу, яку вони чекають давним-давно».
5 вересня 2014 року внаслідок влаштованої Мільчаковим засідки неподалік селища Привітне Слов'яносербського району Луганської області, загинуло близько 40 військовослужбовців батальйону «Айдар» та 80-ї окремої десантно-штурмової бригади ЗСУ. Тоді під час зіткнень з українським добровольчим підрозділом «Айдар» бойовики «Русіча» напали на колону українських добровольців. Після цього бойовик опублікував фотографії на тлі убитих українських військових, на шкірі яких ножем вирізав коловорат, один з символів бандформування «Русіч». Сам бойовик розмістив фотографії на фоні покалічених тіл убитих українських вояків та калюж крові, витираючи ноги об український прапор.
Після вбиства Олександра Бєднова (відомого під позивним «Бетмен»), терористична група Мильчакова з'явилася в Донецьку, де, за офіційною інформацією, продовжила займатися диверсійною терористичною діяльністю. Там же він знайомиться з командиром терористів Арсеном Павловим («Моторолою»), разом з його бойовиками взяв участь у боях за Донецький аеропорт проти українських добровольців та ЗСУ.
Коментуючи вбивство командира терористів Олександра Бєднова, Олексій Мільчаков заявляє, що його вбили «свої» через те, що він вліз у наркотрафік, злочинну схему, в якій були задіяні російські спецслужби, керівництво сепаратистів та міжнародні злочинні угрупування.
Бойовики «Русіча» воювали й у складі терористичної бригади «Привид», що очолював польовий командир Олексій Мозговий. Проте, після вбивства Мозгового в травні 2015 року, бандформування «Привид» захоплює лівоекстремістське крило бойовиків на чолі «Добрим». Правоекстремісти були вимушені залишити ряди бойовиків. Тоді контроль над «Привидом» захоплюють російські лівоекстремісти з терористичного угрупування «Добровільний комуністичний загін».

### Війна в Сирії
Після війни на Донбасі Мільчаков воював у складі приватної військової компанії Вагнера в Сирії з особистим номером М-2691. Пізніше в інтернеті з'явилась його фотографія з бойовиками ПВК Вагнера на базі, розташованій у заводі Хаян в сирійській провінції Хомс.

### Участь в повномаштабному вторгненні Росії
За даними Федеральної розвідувальної служби Німеччини, з початку квітня 2022 Мільчаков та його угрупування бере участь у російському повномаштабному вторгненні.

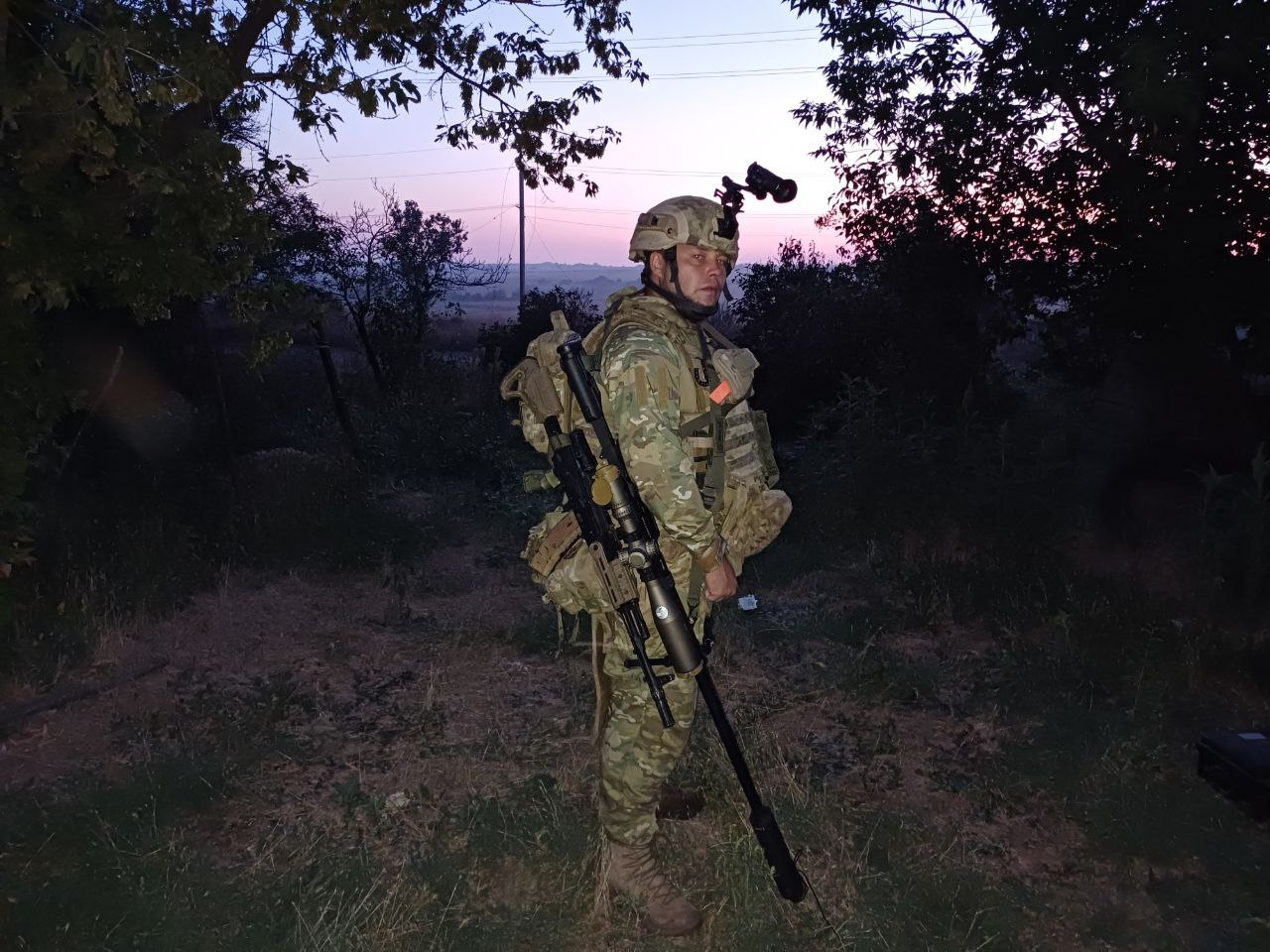
Мільчаков біля Вербового 2023

У вересні 2022 року Мільчаков у своєму Телеграм-каналі опублікував «Інструкцію з утилізації військовополонених ЗСУ», де погрожував катувати та вбивати військовополонених.
Приблизно у жовтні 2023 ймовірно у Телеграм-каналі "ДШРГ Русіч" було викладено інтервью, де Мільчаков зізнається у тому, що у 2014 році під Новосвітлівкою Луганської області до них у полон потрапив український захисник із татуюванням "Слава Україні" на руці. Російські військовослужбовці відрізали руку і після цього "замаринували у банку як сувенір", а самого полоненого "катали на танку".
17 березня 2024 року стало відомо, що Олексій Мільчаков подав позов проти МЗС РФ через використання його зображення в образі «українського нациста» з Білорусі. На ній військовослужбовця Міноборони проілюстровано текст: «Ян Мельников — член анархічного угруповання „Пошуг“. Засновник групи „Білорусь“ у складі українського націоналістичного угрупування „Правий сектор“*, займався вербуванням та навчанням білоруських бойовиків».
В січні 2025 року Олексій Мільчаков, попри попередні античеченські висловлювання, записав спільне відео з чеченським військовим Апти Алаудіновим, в якому проголосив про відсутність протиріч і готовність до будь-якого співробітництва. Через короткий час після цього було опубліковане листування чеченських посадовців щодо наміру адміністрації Кадирова нагородити Мільчакова медаллю «За заслуги перед Чеченской Республикой».

## Кримінальне провадження
6 липня 2017 в Генпрокураторі України заявили, що Мільчаков причетний до вбивства 40 українських бійців на Донбасі. Того ж дня проти Мільчакова було відкрито кримінальне провадження. Він звинувачується в скоєнні злочинів, передбачених ч. 1 ст. 258-3 (створення терористичної групи чи терористичної організації), ч. 3 ст. 110 (посягання на територіальну цілісність і недоторканність України) і ч. 2 ст. 28 ч. 2 ст. 437 (планування, підготовка, розв'язування та ведення агресивної війни) Кримінального кодексу. Досудовим розслідуванням встановлено, що Мільчаков із червня 2014 року по серпень 2015 року у складі створеного ним незаконного збройного формування «Русіч» сприяв веденню агресивної війни проти України та зміні її меж у порушення порядку, встановленого Конституцією України, брав участь у складі терористичної організації «ЛНР». Серед іншого, внаслідок злочинних дій Мільчакова, а саме влаштованої ним засідки, 5 вересня 2014 року недалеко від села Привітне Слов'яносербського району Луганської області загинули близько 40 військовослужбовців батальйону «Айдар» та 80-ї окремої десантно-штурмової бригади.

## Санкції
Олексій Мільчаков активно підтримував дії та політику, які підривають територіальну цілісність, суверенітет і незалежність України, був безпосереднім учасником військових дій, спрямованих на вбивство українців, доданий до санкційних списків багатьох країн світу.
18 червня 2021 року доданий до санкційного списку України.